# Agrotis nervosa
Agrotis nervosa är en fjärilsart som beskrevs av Barend J. Lempke 1962. Agrotis nervosa ingår i släktet Agrotis och familjen nattflyn. Inga underarter finns listade i Catalogue of Life.